# Diabolicca (Ángeles del Infierno)
Diabolicca is een album van Ángeles del Infierno.

## Inhoud
1. Fuera de la ley
2. Con las botas puestas
3. Dame amor
4. Junkie
5. Al otro lado del silencio
6. Héroes del poder
7. Vivo o muerto
8. Prisionero
9. No pares
10. Diabolicca